# 安特衛普 (紐約州)
安特衛普（英語：Antwerp）是一個位於美國紐約州傑佛遜縣的鎮。

## 人口
根據2020年美國人口普查的數據，安特衛普的面積為281.16平方千米，當中陸地面積為275.01平方千米，而水域面積為6.15平方千米。當地共有人口1683人，而人口密度為每平方千米6人。